# Chinesische Mannschaftsmeisterschaft im Schach 2011
Die Chinesische Mannschaftsmeisterschaft im Schach 2011 (offizielle Bezeichnung: 2011 Tianjin Yicheng Cup Chinese Chess League Division A) war die siebte Austragung dieses Wettbewerbes. Meister wurden die Beijing Patriots, während sich der Titelverteidiger Shandong Linglong Tyre mit dem vierten Platz begnügen musste. Aus der Division B aufgestiegen waren Qingdao School und Chengdu Bank. Während Qingdao den dritten Platz erreichte, landete Chengdu auf dem letzten Platz. Da die Klasse allerdings zur nächsten Saison auf zwölf Mannschaften erweitert wurde, war in diesem Jahr kein Abstieg vorgesehen.
Zu den gemeldeten Mannschaftskadern siehe Mannschaftskader der Chinesischen Mannschaftsmeisterschaft im Schach 2011.

## Modus
Die zehn Mannschaften bestritten ein doppeltes Rundenturnier. Über die Platzierungen entschied zunächst die Anzahl der Mannschaftspunkte (zwei Punkte für einen Sieg, ein Punkt für ein Unentschieden, kein Punkt für eine Niederlage), anschließend die Anzahl der Brettpunkte (ein Punkt für einen Sieg, ein halber Punkt für ein Remis, kein Punkt für eine Niederlage).

## Termine und Spielorte
Die Wettkämpfe fanden statt vom 12. bis 14. April, 26. bis 28. Mai, 10. bis 12. Juli, 18. bis 20. September, 11. bis 13. Oktober und 4. bis 6. Dezember. Alle Wettkämpfe wurden zentral ausgerichtet, und zwar die ersten drei und die letzten drei Runden in Tianjin, die Runden 4 bis 6 in Chengdu, die Runden 7 bis 9 in Shenzhen, die Runden 10 bis 12 in Chongqing und die Runden 13 bis 15 in Qingdao.

## Saisonverlauf
Die Beijing Patriots und die Shanghai Jianqiao University lieferten sich ein Kopf-an-Kopf-Rennen um den Titel. Nachdem Shanghai bis zur 12. Runde führte, übernahm Beijing die Tabellenführung. Die endgültige Entscheidung fiel erst in der letzten Runde im direkten Vergleich zugunsten der Beijing Patriots.

## Abschlusstabelle
| Pl. | Verein                       | Sp | G  | U  | V | MP    | Brett-P.  |
| --- | ---------------------------- | -- | -- | -- | - | ----- | --------- |
| 01. | Beijing Patriots             | 18 | 14 | 2  | 2 | 30:6  | 54,5:35,5 |
| 02. | Shanghai Jianqiao University | 18 | 11 | 4  | 3 | 26:10 | 52,0:38,0 |
| 03. | Qingdao School (N)           | 18 | 9  | 5  | 4 | 23:13 | 47,5:42,5 |
| 04. | Shandong Linglong Tyre (M)   | 18 | 8  | 4  | 6 | 20:16 | 49,5:40,5 |
| 05. | Zhejiang International Chess | 18 | 5  | 6  | 7 | 16:20 | 44,0:46,0 |
| 06. | Tianjin Nankai University    | 18 | 5  | 4  | 9 | 14:22 | 43,0:47,0 |
| 07. | Jiangsu Blue Perot           | 18 | 5  | 4  | 9 | 14:22 | 41,5:48,5 |
| 08. | Chongqing Mobile             | 18 | 4  | 6  | 8 | 14:22 | 40,5:49,5 |
| 09. | Hebei Air Force Institute    | 18 | 3  | 7  | 8 | 13:23 | 41,0:49,0 |
| 10. | Chengdu Bank (N)             | 18 | 0  | 10 | 8 | 10:26 | 36,5:53,5 |

## Entscheidungen
|     | Chinesischer Mannschaftsmeister: Beijing Patriots |
|     | Absteiger in die Division B: keiner               |
| (M) | Meister der letzten Saison                        |
| (N) | Aufsteiger der letzten Saison                     |

## Kreuztabelle
| Ergebnisse | Ergebnisse                   | 01. | 01. | 02. | 02. | 03. | 03. | 04. | 04. | 05. | 05. | 06. | 06. | 07. | 07. | 08. | 08. | 09. | 09. | 10. | 10. |
| ---------- | ---------------------------- | --- | --- | --- | --- | --- | --- | --- | --- | --- | --- | --- | --- | --- | --- | --- | --- | --- | --- | --- | --- |
| 01.        | Beijing Patriots             |     |     | 2½  | 3   | 2   | 3   | 3   | 4   | 3   | 3   | 2½  | 3   | 1½  | 3½  | 3   | 3   | 3   | 4   | 4   | 3½  |
| 02.        | Shanghai Jianqiao University | 2½  | 2   |     |     | 3   | 2½  | 3   | 3   | 1½  | 3   | 3   | 3   | 4   | 3½  | 4½  | 2   | 3½  | 3   | 2½  | 2½  |
| 03.        | Qingdao School               | 3   | 2   | 2   | 2½  |     |     | 1   | 1   | 2½  | 2½  | 3   | 3½  | 4   | 3   | 2½  | 3   | 3½  | 2½  | 3   | 3   |
| 04.        | Shandong Linglong Tyre       | 2   | 1   | 2   | 2   | 4   | 4   |     |     | 3   | 2½  | 3½  | 2½  | 3½  | 2   | 4½  | 1   | 3   | 2½  | 2½  | 4   |
| 05.        | Zhejiang International Chess | 2   | 2   | 3½  | 2   | 2½  | 2½  | 2   | 2½  |     |     | 1   | 1½  | 3   | 3   | 2½  | 2½  | 2½  | 1   | 4   | 4   |
| 06.        | Tianjin Nankai University    | 2½  | 2   | 2   | 2   | 2   | 1½  | 1½  | 2½  | 4   | 3½  |     |     | ½   | 2   | 4   | 1½  | 3   | 3½  | 2½  | 2½  |
| 07.        | Jiangsu Blue Perot           | 3½  | 1½  | 1   | 1½  | 1   | 2   | 1½  | 3   | 2   | 2   | 4½  | 3   |     |     | 2½  | 3   | 2   | 2½  | 2½  | 2½  |
| 08.        | Chongqing Mobile             | 2   | 2   | ½   | 3   | 2½  | 2   | ½   | 4   | 2½  | 2½  | 1   | 3½  | 2½  | 2   |     |     | 2½  | 2   | 2½  | 3   |
| 09.        | Hebei Air Force Institute    | 2   | 1   | 1½  | 2   | 1½  | 2½  | 2   | 2½  | 2½  | 4   | 2   | 1½  | 3   | 2½  | 2½  | 3   |     |     | 2½  | 2½  |
| 10.        | Chengdu Bank                 | 1   | 1½  | 2½  | 2½  | 2   | 2   | 2½  | 1   | 1   | 1   | 2½  | 2½  | 2½  | 2½  | 2½  | 2   | 2½  | 2½  |     |     |

Anmerkung: An erster Stelle steht jeweils das Ergebnis des Hinspiels, an zweiter Stelle das des Rückspiels.

## Die Meistermannschaft
| 1.            | Beijing Patriots                                             |
| Schachfiguren | Li Chao, Yu Yangyi, Xiu Deshun, Zhao Xue, Wang Yu, Wang Jue. |